# Nitraria schoberi
Nitraria billardierei là một loài thực vật có hoa trong họ Nitrariaceae. Loài này được L. mô tả khoa học đầu tiên năm 1759.

## Hình ảnh

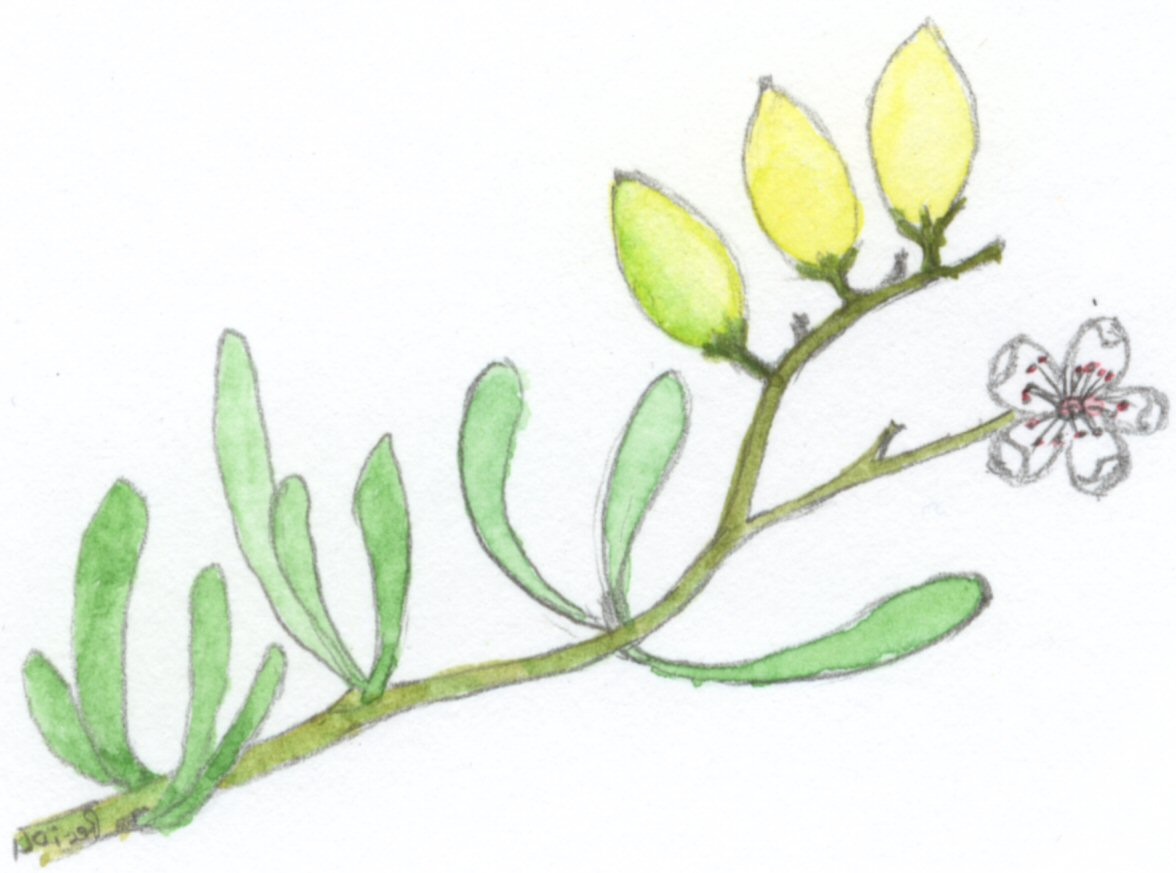